# Don Baldomero y su gente
Don Baldomero y su gente es una serie española de televisión, emitida por TVE en 1982.

## Argumento
El argumento de la serie es deudor del personaje interpretado por Luis Escobar en la película La escopeta nacional.
Don Baldomero de Transmiera es un marqués casi arruinado que, para sorpresa y desagrado de su hija y su yerno (interpretados por Concha Cuetos y José María Pou), decide dar un vuelco a su vida y compartir la finca de caza familiar con una comuna de hippies, entre los cuales se encuentran Marta y Luis.

## Reparto
- Luis Escobar...Don Baldomero
- Concha Cuetos
- José María Pou
- Isabel Mestres ... Marta
- Francisco Vidal ... Luis
- Manuel Alexandre
- Fedra Lorente
- Fernando Hilbeck
- Ángela Capilla
- Carlos Lucena
- Francisco Zahora
- José Luis Sanz
- Rachel Fielding

## Equipo Técnico
- Realización: Manuel Ripoll.[2]
- Guiones: Ángel F. Escarzaga
- Música: Julio Mengod